# 阿林娜·科马休克
阿林娜·伊万尼芙娜·科马休克（烏克蘭語：Аліна Іванівна Комащук，1993年4月24日—），乌克兰女子击剑运动员，2016年夏季奧林匹克運動會女子佩剑团体银牌得主、2024年夏季奥林匹克运动会女子佩剑团体金牌得主。